# Нейра, Хуан
Хуан Нейра (исп. Juan Neira; 21 февраля 1989, Ла-Плата) — аргентинский футболист, нападающий клуба ОФИ.

## Клубная карьера
В августе 2011 года Нейра присоединился к команде «Ланус», его аренда длилась один год. В 2012 году «Ланус» не продлил с ним аренду. Затем он подписал ещё один годичный контракт с испанской командой «Реал Вальядолид». 31 июля 2013 года он присоединился к клубу Ассенсо МХ «Эстудиантес Текос».

## Карьера за сборную
В январе 2009 года Нейру вызвали в молодёжную сборную Аргентины. В 2009 году участвовал в южноамериканском молодёжном чемпионате.